# قائمة حلقات التوأم الخماسي المتماثل

شعار أنمي التوأم الخماسي المتماثل.

التوأم الخماسي المتماثل (باليابانية: 五等分の花嫁، بالروماجي: Go-Tōbun no Hanayome) حرفيًا؛ العرائس الخمس المتطابقات، مُسلسل أنمي تلفزيونيّ مبني على مانغا تحمل الاسم نفسه من تأليف ورسوم نيغي هاروبا.
أعلن عن إنتاج الموسم الأول من الأنمي في العددين المشتركين 36 و37 من مجلة شونين الأسبوعية يوم 8 أغسطس 2018، بتنفيذ ستوديو تيزوكا برودكشنز وإخراج «ساتوشي كوابارا» وكتابة «كييتشيرو أوتشي»، تصميم الشخصيات من قبل «ميتشينوسكي ناكامورا» و«غاغاكوغا»، الموسيقى من ألحان «ناتسومي تابوتشي» و«هاناي ناكامورا» و«ميكي ساكوراي»، بدأ عرض الأنمي على شبكات تي بي إس [الإنجليزية] وتلفزيون سون وبي أس-تي بي أس اليابانية يوم 10 يناير وإنتهى في 28 مارس سنة 2019، وتكون من 12 حلقة.
أعلن في حدث خاص للأنمي يوم 5 مايو 2019 عن إنتاج الموسم الثاني تحت عنوان التوأم الخماسي المتماثل∬ (∬The Quintessential Quintuplets)، لكن مع عدة تغييرات في طاقم العمل حيث تم تنفيذ العمل في ستوديو بيبوري بإخراج «كاوري»، وكتابة «كيتشييرو أوتشي»، تم تحديد موعد أكتوبر 2020 لعرض الأنمي، لكن تم تأجيله لاحقاً بسبب تأثيرات جائحة كورونا ليبدأ عرضه في 8 يناير وينتهي في 26 مارس 2021.

## نظرة عامة
| الموسم | الحلقات | الحلقات | الأصلي        | الأصلي       |
| الموسم | الحلقات | الحلقات | الأول         | الأخير       |
| ------ | ------- | ------- | ------------- | ------------ |
| 1      | 12      | 12      | 10 يناير 2019 | 28 مارس 2019 |
| 2      | 12      | 12      | 8 يناير 2021  | 26 مارس 2021 |

## الموسم الأول
| القصة | الحلقة | العنوان                                                    | تاريخ العرض الأصلي | المرجع |
| ----- | ------ | ---------------------------------------------------------- | ------------------ | ------ |
| 1     | 1      | «التوأم الخماسي المتماثل» Go-tōbun no Hanayome             | 10 يناير 2019      | [ 11 ] |
| 2     | 2      | «اعترافٌ على السطح» Okujō no kokuhaku                       | 17 يناير 2019      | [ 12 ] |
| 3     | 3      | «جبل من المشاكل» Mondai wa yamadzumi                       | 24 يناير 2019      | [ 13 ] |
| 4     | 4      | «اليوم عطلة» Kyō wa o yasumi                               | 31 يناير 2019      | [ 14 ] |
| 5     | 5      | «خمس أخماس» Zen'in de go-tōbun                             | 7 فبراير 2019      | [ 15 ] |
| 6     | 6      | «ما يجب إكتسابه» Tsumiageta mono                           | 14 فبراير 2019     | [ 16 ] |
| 7     | 7      | «الكاذب أوسوتارو» Usotsuki usotarou                        | 21 فبراير 2019     | [ 17 ] |
| 8     | 8      | «صورة البداية» Hajimari no shashin                         | 28 فبراير 2019     | [ 18 ] |
| 9     | 9      | «أسطورة المصير اليوم الاول» Musubi no densetsu Ichinichime | 7 مارس 2019        | [ 19 ] |
| 10    | 10     | «أسطورة المصير اليوم الثاني» Musubi no densetsu Futsukame  | 14 مارس 2019       | [ 20 ] |
| 11    | 11     | «أسطورة المصير اليوم الثالث» Musubi no densetsu Mikkame    | 21 مارس 2019       | [ 21 ] |
| 12    | 12     | «أسطورة المصير اليوم 2000» Musubi no densetsu 2000-nichime | 28 مارس 2019       | [ 22 ] |

## الموسم الثاني
| القصة | الحلقة | العنوان                                                | المخرج                  | الكاتب         | تاريخ العرض الأصلي | المرجع |
| ----- | ------ | ------------------------------------------------------ | ----------------------- | -------------- | ------------------ | ------ |
| 13    | 1      | «اليوم وشؤم كيوتو» Kyō to Kyōto no Kyō to Tomo         | كاوري                   | كييتشيرو أوتشي | 8 يناير 2021       | [ 24 ] |
| 14    | 2      | «الوداعات السبع الجزء 1» Nanatsu no Sayonara Daiisshō  | يويتشيرو آوكي إبيه إتشي | كييتشيرو أوتشي | 15 يناير 2021      | [ 25 ] |
| 15    | 3      | «الوداعات السبع الجزء 2» Nanatsu no Sayonara Dainishō  | شيغيرو كيميا            | كييتشيرو أوتشي | 22 يناير 2021      | [ 26 ] |
| 16    | 4      | «الوداعات السبع الجزء 3» Nanatsu no Sayonara Daisanshō | كينتو شينتاني           | كييتشيرو أوتشي | 29 يناير 2021      | [ 27 ] |
| 17    | 5      | «عمل اليوم الجيد» Kyō wa Otsukare                      | يويتشيرو آوكي           | كييتشيرو أوتشي | 5 فبراير 2021      | [ 28 ] |
| 18    | 6      | «الإمتحان الأخير» Saigo no Shiken                      | ميتسوتاكا نوشيتاني      | كييتشيرو أوتشي | 12 فبراير 2021     | [ 29 ] |
| 19    | 7      | «بداية السيطرة» Kōryaku Kaishi                         | إبيه إتشي               | كييتشيرو أوتشي | 19 فبراير 2021     | [ 30 ] |
| 20    | 8      | «بيض مخفوق» Sukuranburu Eggu                           | تاكايوكي كيتاغاوا       | كييتشيرو أوتشي | 26 فبراير 2021     | [ 31 ] |
| 21    | 9      | «مرحباً في الصف 3-1» Yōkoso San Nen Ichi Kumi           | كازوؤمي كوغا            | كييتشيرو أوتشي | 5 مارس 2021        | [ 32 ] |
| 22    | 10     | «رد الجميل من الكراكي(أ) الخمسة» Gowazuru no Ongaeshi  | يوشيهيسا ماتسوموتو      | كييتشيرو أوتشي | 12 مارس 2021       | [ 33 ] |
| 23    | 11     | «حرب الأخوات: الجزء 1» Shisutāzu Wō Zenhan Sen         | أكيكو سيكي              | كييتشيرو أوتشي | 19 مارس 2021       | [ 34 ] |
| 24    | 12     | «حرب الأخوات: الجزء 2» Shisutāzu Wō Kōhan Sen          | كاوري                   | كييتشيرو أوتشي | 26 مارس 2021       | [ 35 ] |

## هوامش
- أ: خمسة من طائر الكركي.